# Château de Grignan
Ne doit pas être confondu avec Château de Grignon.

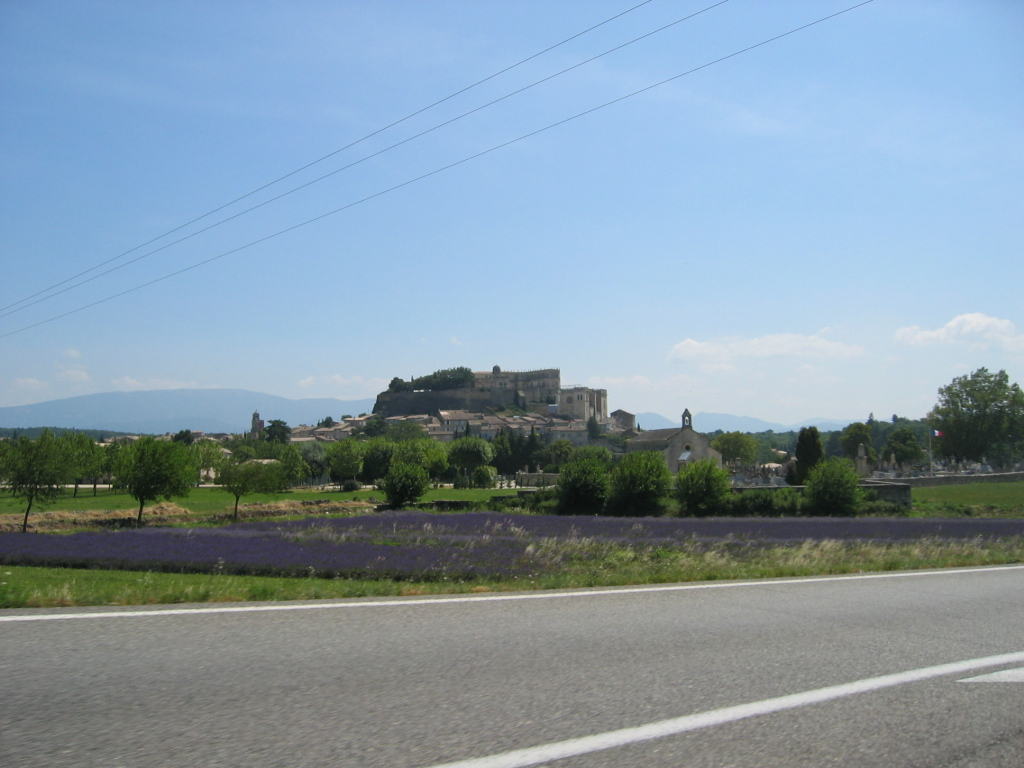
Vue d'ensemble.

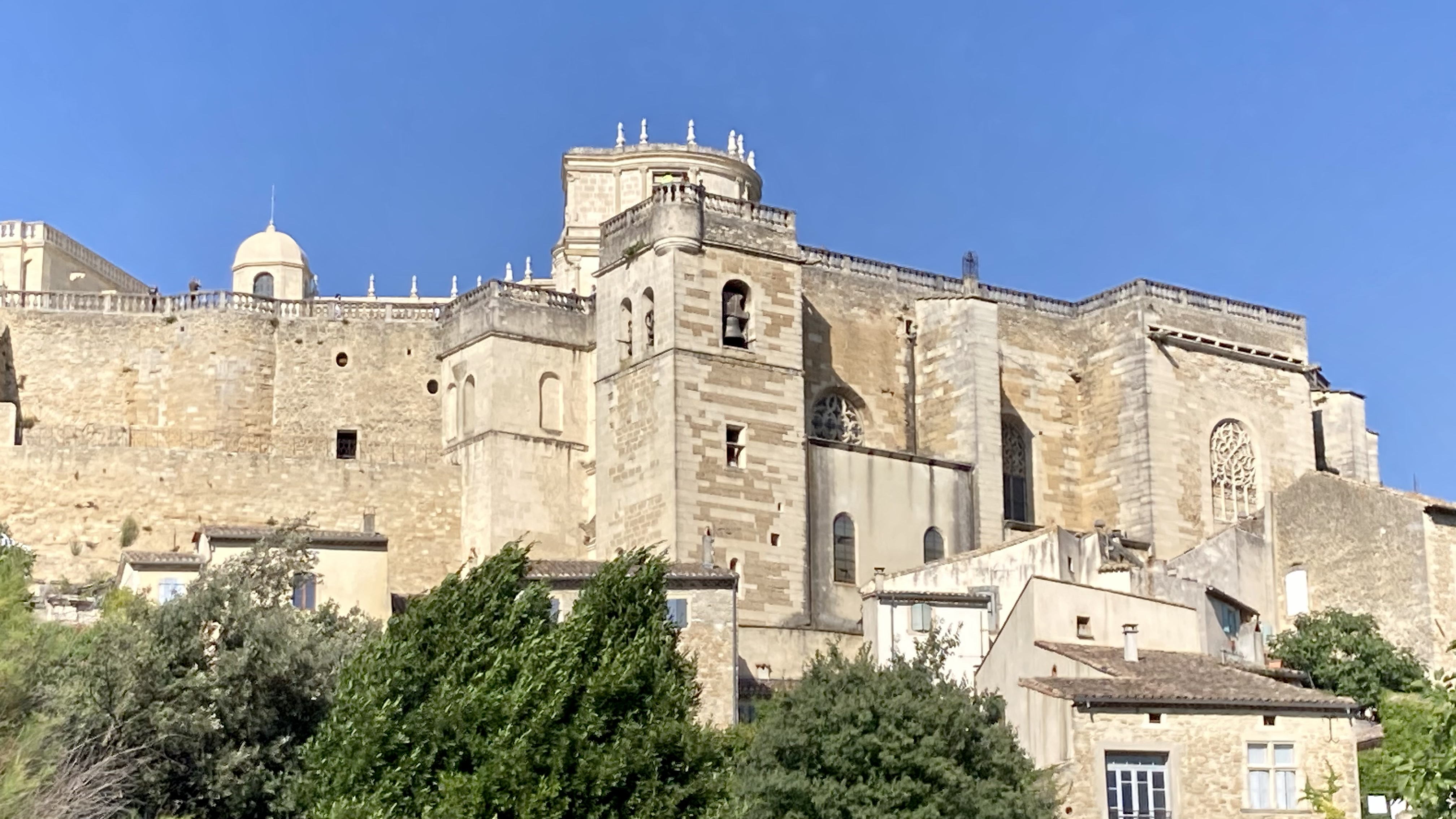
Le château au-dessus de la ville.

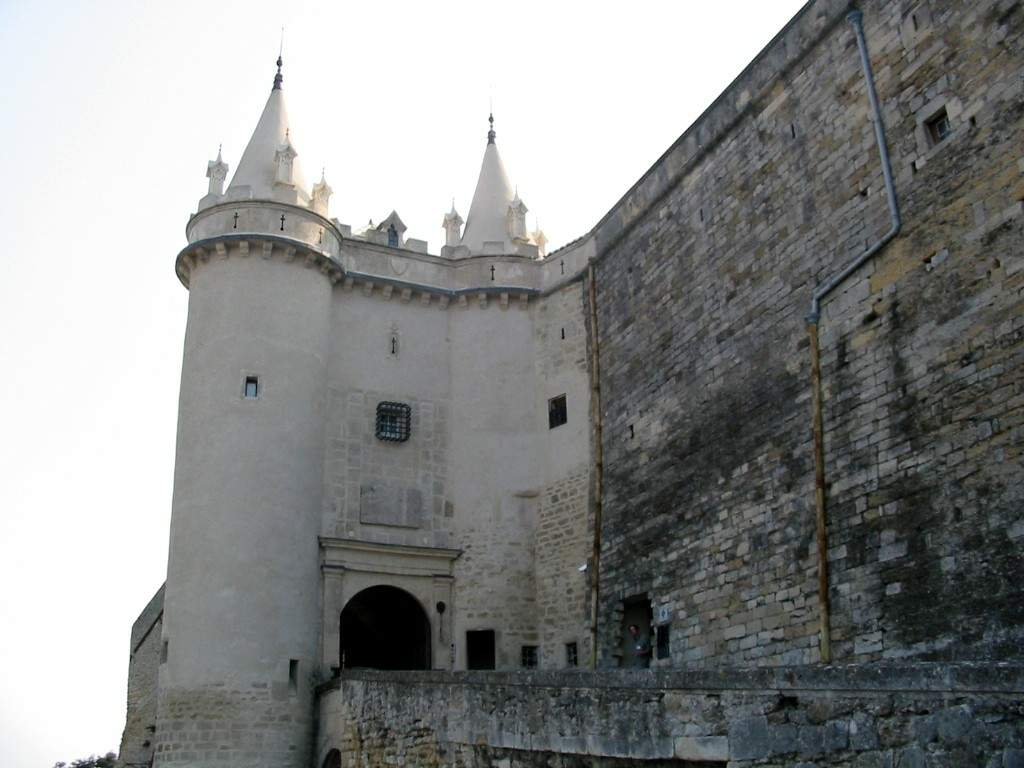
Châtelet d'entrée.

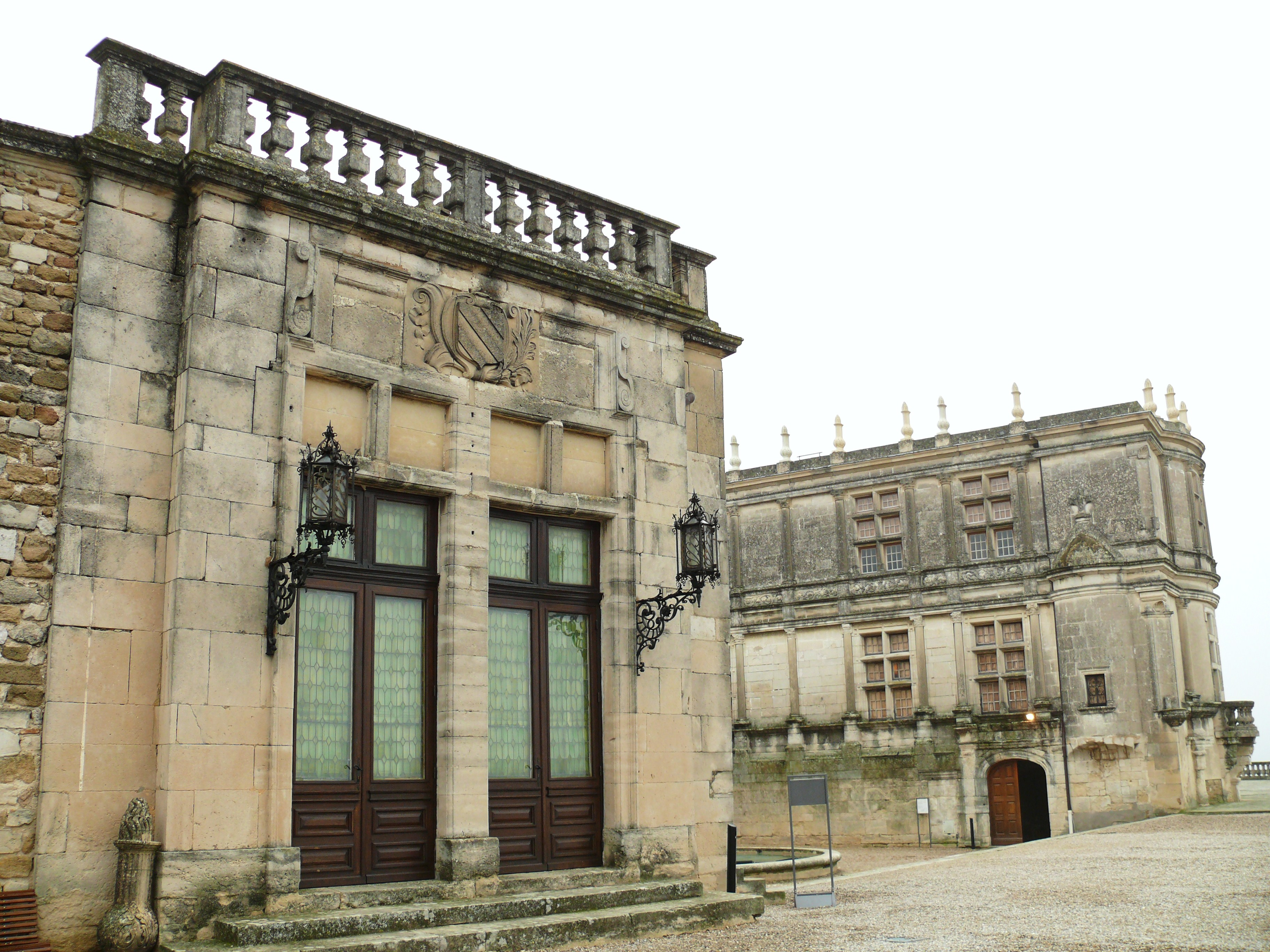
Extrémité de la galerie des Adhémar.

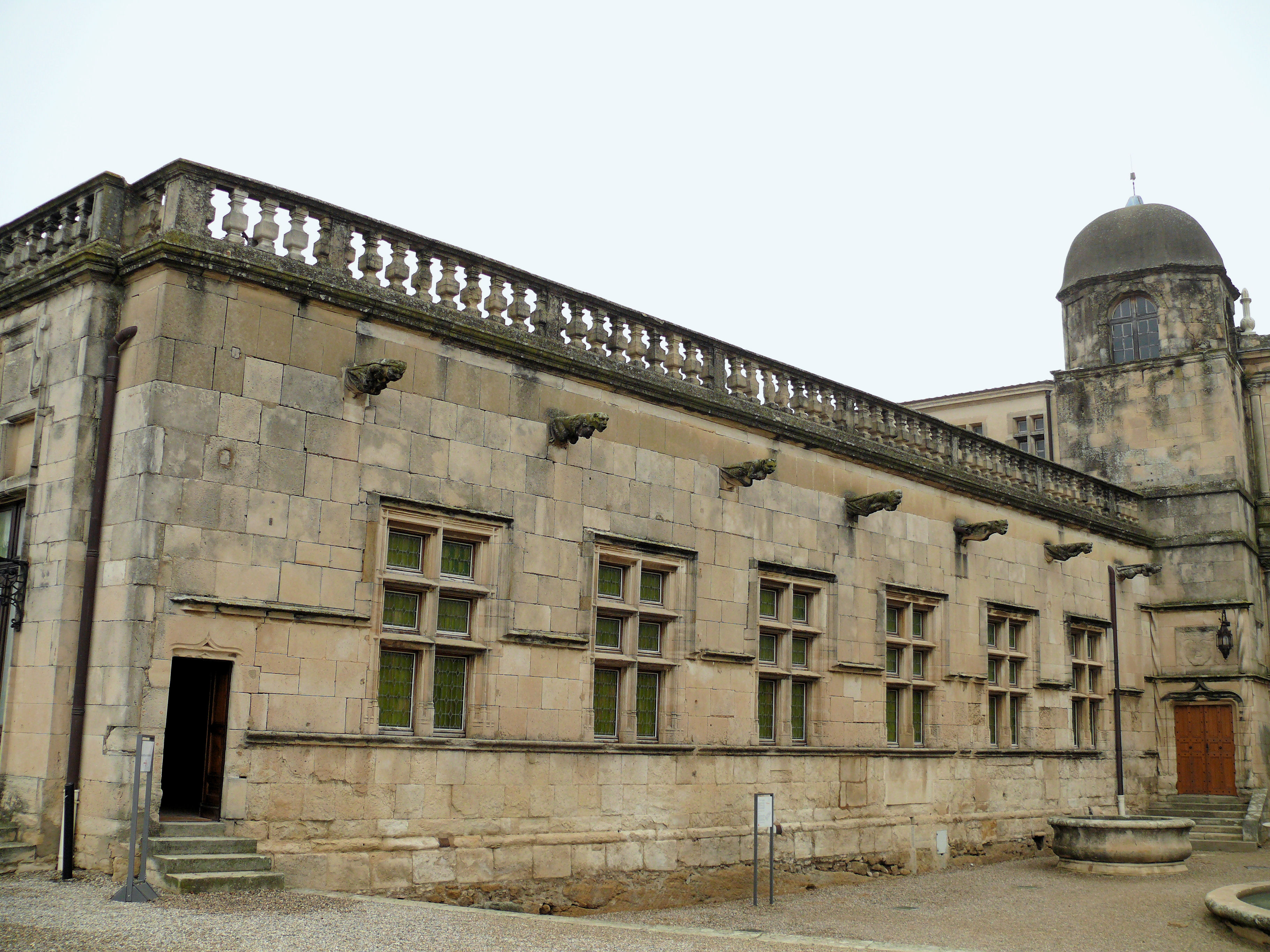
Galerie des Adhémar sur la cour du puits.

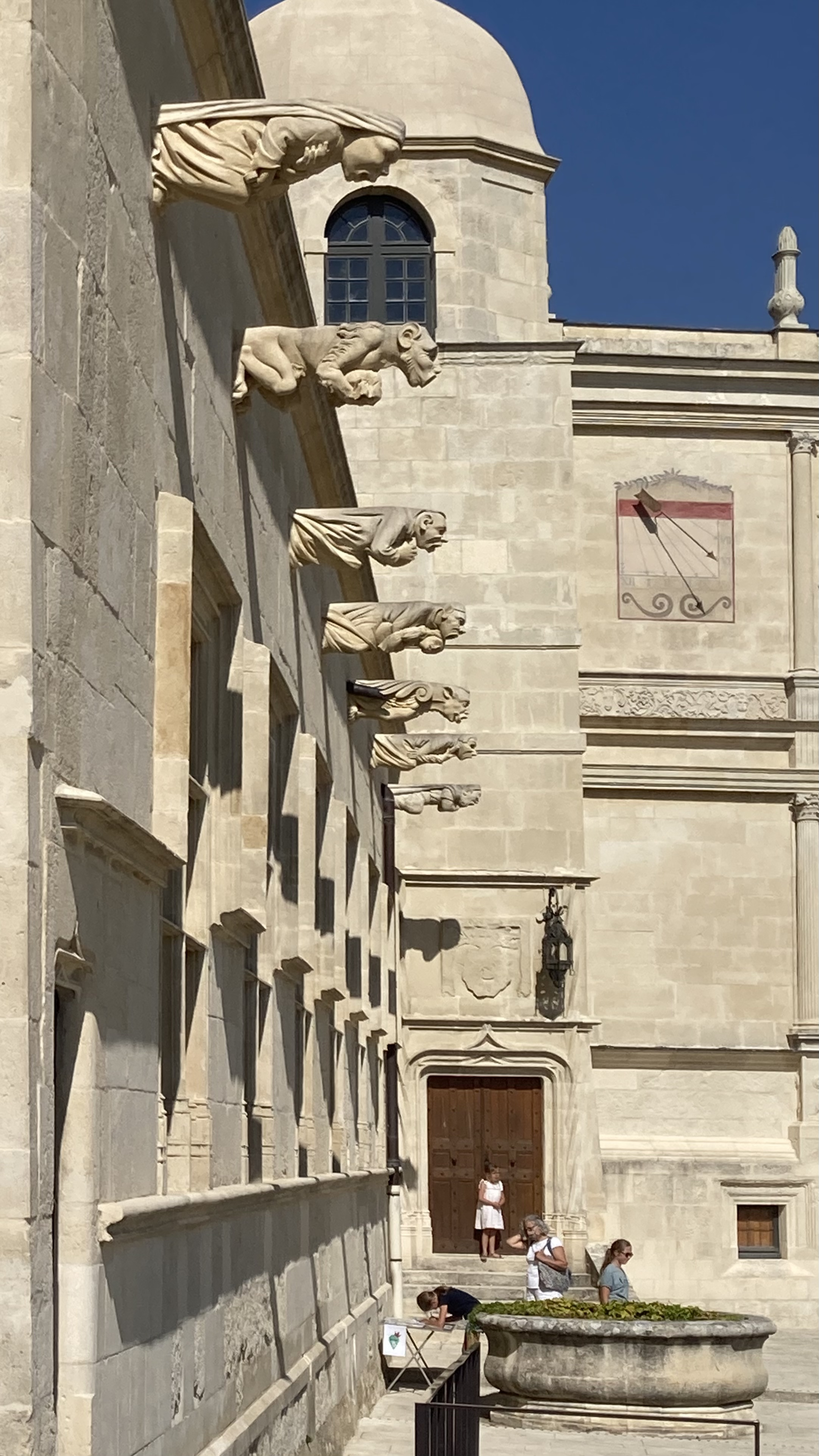
Les gargouilles de la galerie des Adhémar.

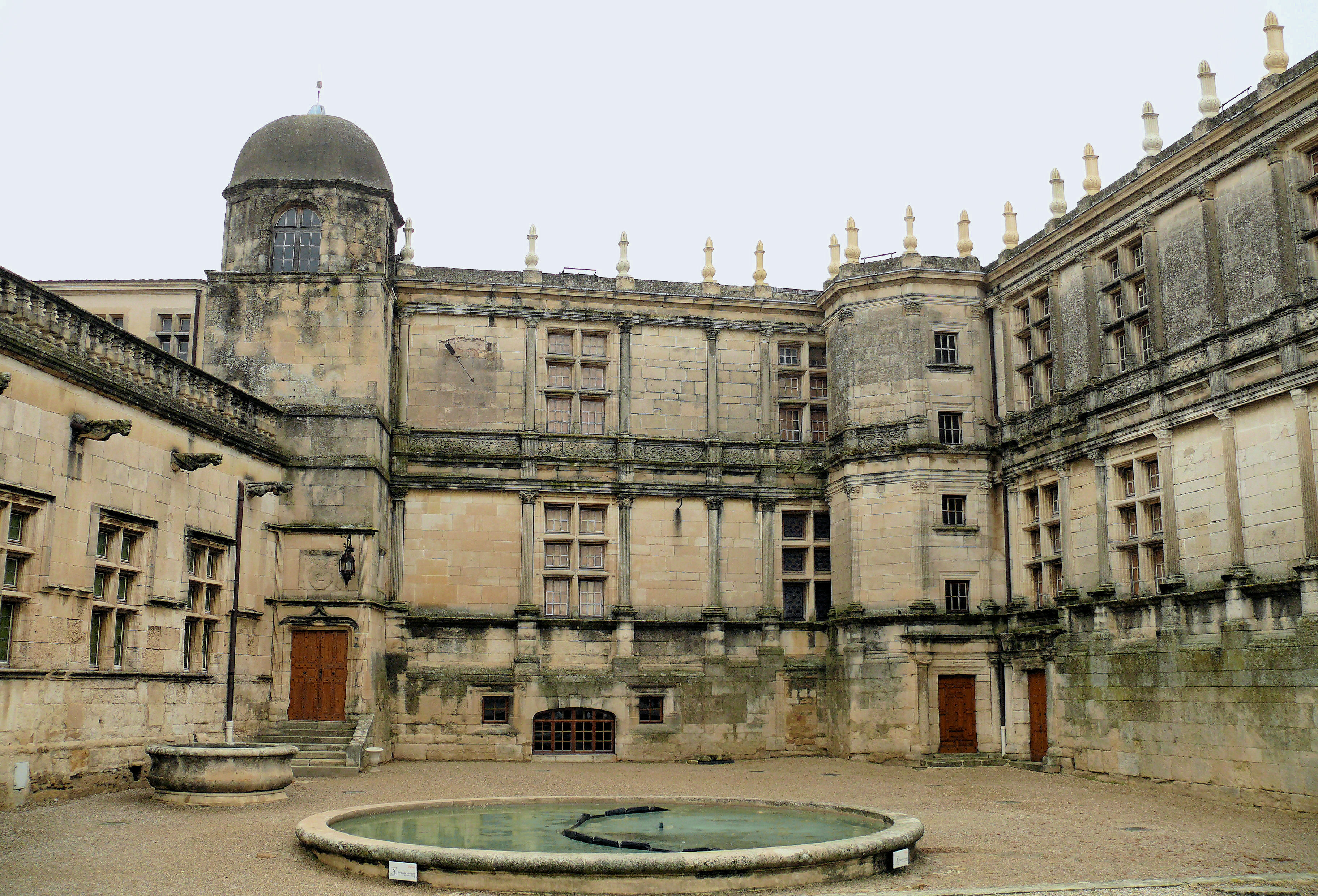
Cour du puits.

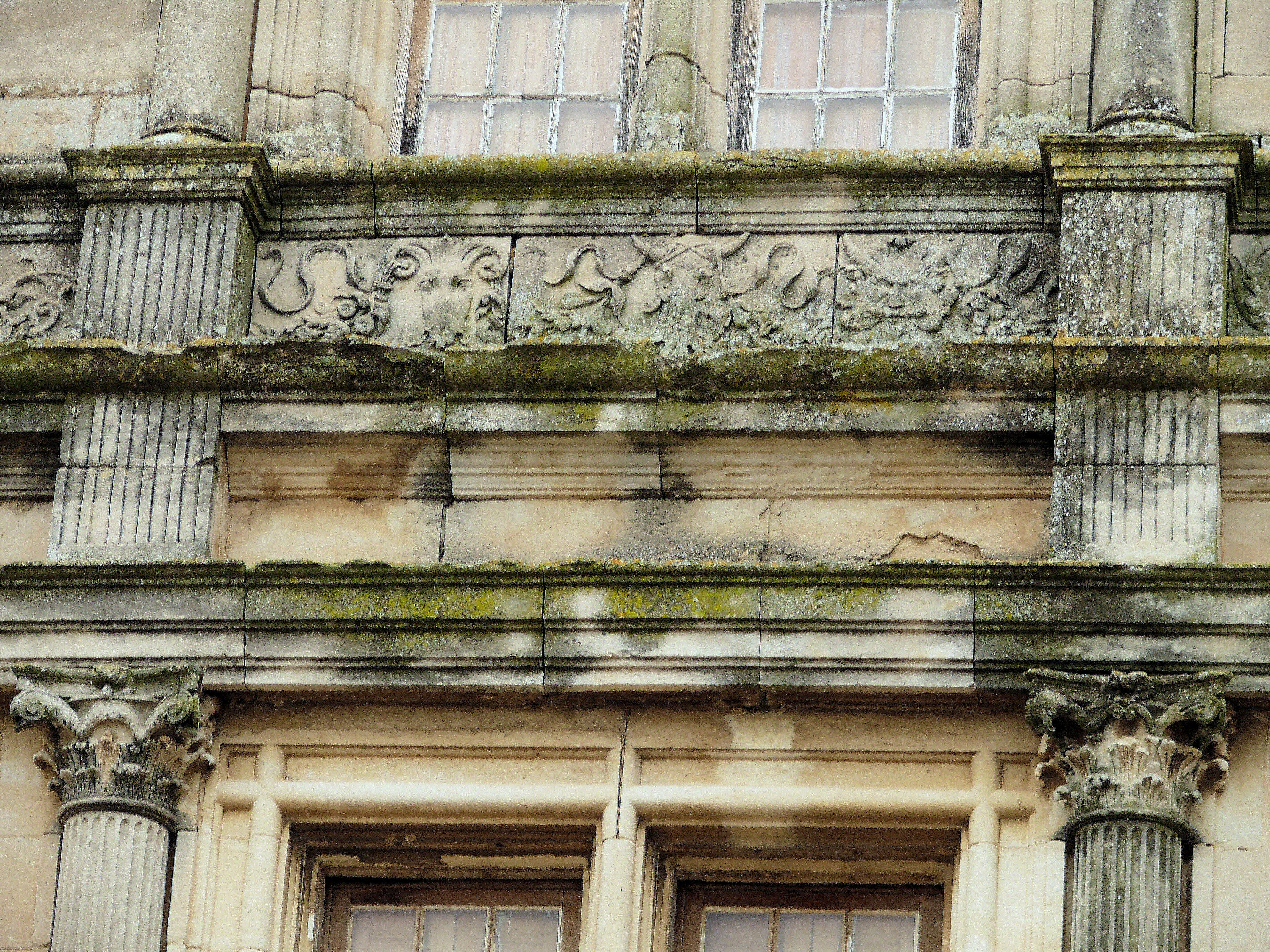
Détail de la façade Renaissance des logis.

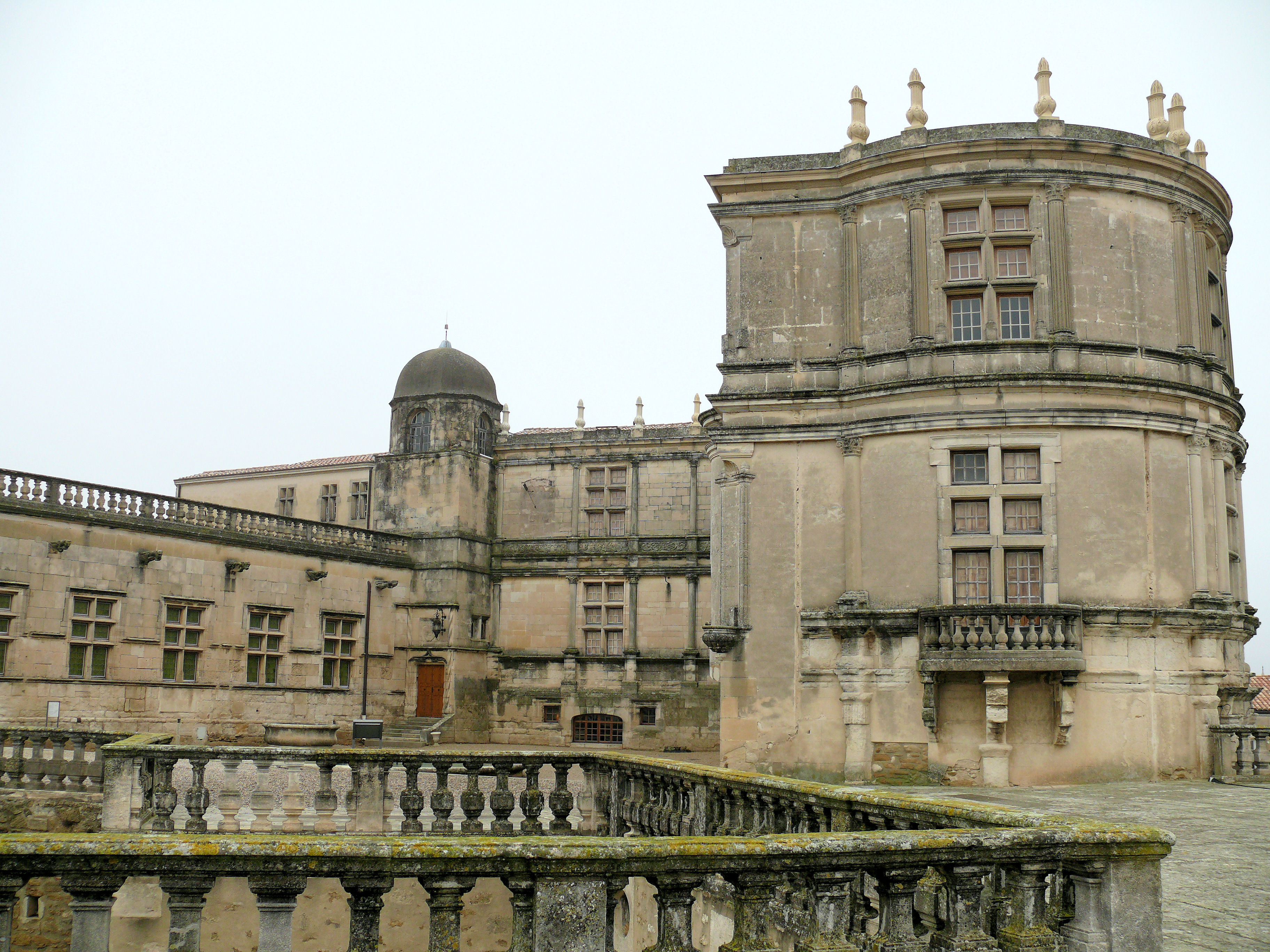
Tour de l'aile sud et cour du puits vues de la terrasse.

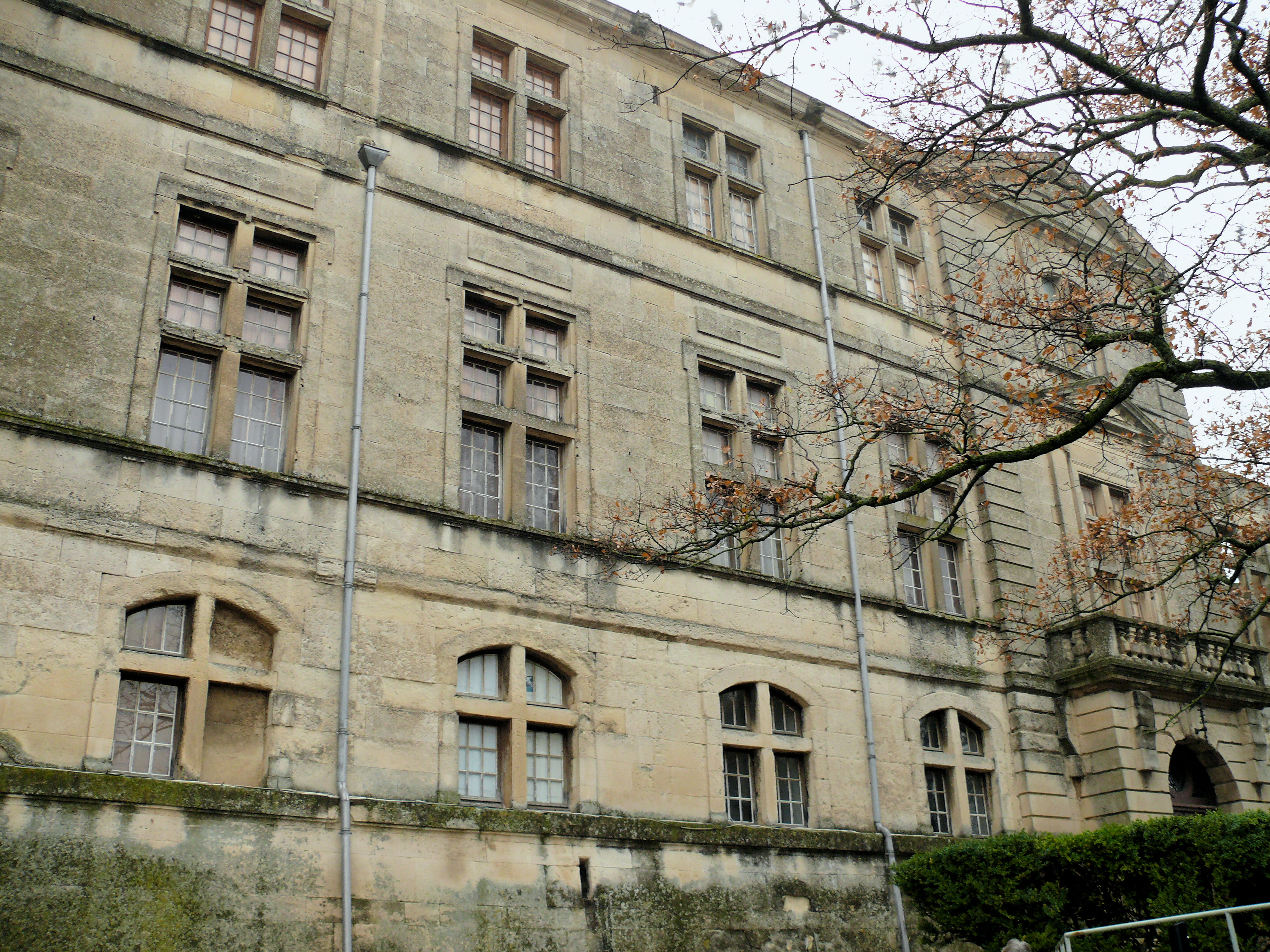
Aile des prélats.

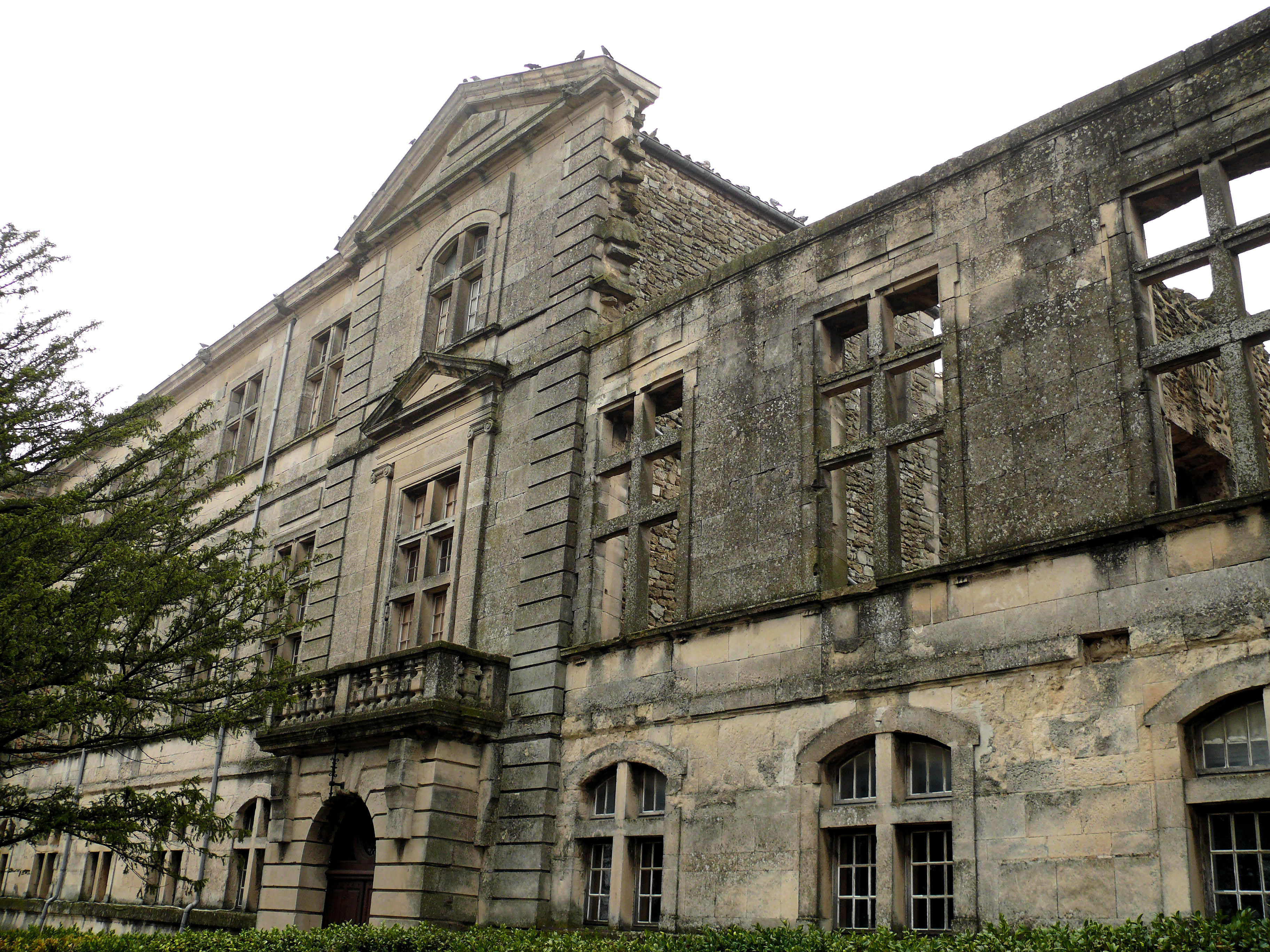
Aile des prélats (partie non restaurée).

Le château de Grignan est un château du XIIe siècle construit sur un piton rocheux dominant Grignan en Drôme provençale, transformé en forteresse au XIIIe siècle par la famille d'Adhémar.

## Historique

### Premier château
Le site de Grignan est d'abord un domaine agricole gallo-romain qui est devenu une dépendance de l'évêque de Die.
Au Xe siècle, une fortification est construite par la petite aristocratie locale.
Avant 1035, le propriétaire du premier château devient Rostaing de Grignan.
Dès 1106, la présence du château permet le regroupement des habitations à son pied. C'est probablement au XIIe siècle qu'est construite la première enceinte du bourg castral primitif.
Dans la seconde moitié du XIIe siècle, les Adhémar de Monteil captent progressivement la seigneurie.
Une branche cadette des Adhémar, les Adhémar de Grignan, possèdent la seigneurie en 1239.
Pour assurer la sécurité de leurs terres, les seigneurs de Grignan obtiennent du comte de Provence, en 1257, le titre de terre adjacente de Provence pour leur territoire, donnant privilèges ainsi qu'autonomie fiscale et judiciaire.
Au XIIIe siècle, le village s'agrandit, nécessitant une modification de l'enceinte vers le nord. La chapelle Saint-Romain est construite pour le château ainsi qu'un corps de salle allongé au nord dans le prolongement de la tour carrée résidentielle.
À la fin du XIIIe siècle, la seigneurie devient une baronnie.
Au XIVe siècle, la défense des portes du château se renforce. À noter qu'en 1410 les habitants de Grignan sont exemptés de service de garde de nuit au château.

### Le château Renaissance
Entre 1478 et 1495, Gaucher Adhémar (1450-1516), qui fut au service de Louis XI, double la largeur de la salle, crée des espaces résidentiels et remanie les façades de l'ancienne forteresse du Moyen Âge.
C'est probablement le mariage de Gaucher Adhémar avec Diane de Montfort, héritière des titres de comte de Campobasso et de duc de Termoli, qui a permis d'introduire de nouvelles formes architecturales. Ces formes sont déjà connues des Provençaux à Avignon et Marseille grâce aux œuvres de Francesco Laurana et de son école. Par ailleurs des membres de la famille de Grignan étaient au contact des comtes de Provence, tel Guyot Adhémar, bisaïeul de Gaucher, qui a été chambellan de Louis III d'Anjou en 1419. La sœur de Gaucher, Jeanne Adhémar, a épousé en 1439 Pierre de Glandevès, grand échanson du roi René.
En 1495, Gaucher Adhémar obtient de l'évêque de Die d'ouvrir une fenêtre dans la chapelle Saint-Romain pour construire la grande galerie d'apparat des Adhémar. L'état du château fait en 1516 après la mort de Gaucher Adhémar de Grignan cite deux fois la galerie qui est donc terminée à cette date.
Louis Adhémar (1474-1558), fils de Gaucher, a été ambassadeur du roi François Ier à Rome en 1538, puis lieutenant-général pour le roi en Provence en 1541. Il avait épousé en 1513 Anne de Saint Chamond, fille de Jean d'Urgel de Saint Priest, baron de Saint-Chamond († 1525), et de Jeanne de Tournon, sœur du cardinal François de Tournon qui lui permit probablement d'approcher le roi François Ier.
Le roi François Ier, revenant de Marseille, où il avait rencontré le pape Clément VII et marié le futur Henri II avec Catherine de Médicis, accompagné de ses fils, de la reine et du duc de Vendôme, est venu visiter le château en novembre 1533.
Entre 1540 et 1545, Louis Adhémar entreprend la construction du corps de logis sud, probablement par Antoine Soysson qui a succédé, après 1539, au maître maçon Jean de l'Occhia, ou Jean Delauche, pour terminer l'édification de la collégiale Saint-Sauveur entre 1539 et 1543 en contrebas du flanc sud-ouest du château. L'ensemble formé par la grande galerie, les espaces résidentiels est et le nouveau logis sud entoure la cour du puits.
C'est au milieu du XVIe siècle qu'est construite la terrasse du château au-dessus de la collégiale — il a fallu une bulle du pape pour autoriser une terrasse au-dessus de la collégiale, au lieu d'une toiture élevée vers Dieu.
Louis Adhémar est appelé par le roi pour être son ambassadeur à la diète de Worms de 1545 où devaient être prises des mesures contre les protestants. Louis Adhémar parla au roi des Vaudois en disant qu'ils étaient 15 000 pouvant s'armer et attaquer les villes de Provence. Les prélats présents à Paris comme le cardinal de Tournon pressèrent le roi de prendre des mesures contre eux. Bien qu'absent de Provence, il a donc joué un rôle grave dans le massacre des Vaudois par les troupes du baron d'Oppède à Cabrières-d'Aigues et Mérindol en 1545 en poussant le roi à envoyer des lettres au président d'Oppède pour purger l'hérésie en Provence. Après la mort de François Ier, son fils, Henri II, étant opposé aux ministres de son père, permit un procès sur ce massacre. Louis Adhémar est condamné après une enquête, en 1547, et est jeté en prison. La construction du château s'arrête alors.
Grâce à l'appui du duc de Guise, Louis Adhémar obtient en 1551 d'Henri II un arrêt du Conseil privé accordant son absolution.
Un second chantier est entrepris entre 1551 et 1556 pour la façade sud dite façade François Ier. Elle est construite entre deux tours médiévales réhabillées dans le style Renaissance. Elle a 18 mètres de hauteur et 52 mètres de long. Elle est composée de quatorze travées, de colonnes, de pilastres, de fenêtres à doubles croisillons.
Louis Adhémar est nommé par le roi lieutenant au gouvernement du Lyonnais.
En 1558, le roi Henri II érige la terre en comté au profit de Louis Adhémar.
En novembre 1558, Louis Adhémar meurt sans enfants de son mariage avec Anne de Saint-Chamond. Bien que Louis Adhémar ait légué son château au duc de Guise en 1552, un jugement annule cette donation en 1563. Son domaine revient à sa sœur Blanche, mariée à Gaspard de Castellane, baron d'Entrecasteaux. Leur fils, Gaspard II de Castellane, relève alors le nom des Adhémar de Monteil.
Suit ensuite Louis de Castellane, fils de Gaspard II de Castellane-Adhémar de Monteil, comte de Grignan en 1563, et d'Anne de Tournon, avait épousé le 24 mai 1559 Isabelle de Pontevès. Il a reçu le collier des ordres du roi en 1584. Il a été lieutenant général au gouvernement de Provence. Il est mort le 1er août 1598.
Puis Louis François Adhémar de Monteil meurt en 1620. Il a épousé le 4 janvier 1595 Jeanne d'Ancézune. Il est le père de François Adhémar de Monteil, archevêque d'Arles, et de Jacques, évêque d'Uzès.
Son fils, Louis-Gaucher de Castellane-Adhémar de Monteil, comte de Grignan, est maître de camp du régiment d'Adhémar. Il a épousé le 16 mai 1628 Marguerite d'Ornano. Il est le père de François de Castellane-Adhémar de Monteil (1629-30 décembre 1714), de Jean-Baptiste Adhémar de Monteil, archevêque d'Arles où il succède à son oncle, de Louis Joseph, évêque de Carcassonne, et de Joseph, dit le chevalier de Grignan. Il est mort le 4 août 1668.
En 1654, Louis-Gaucher de Castellane-Adhémar s'est engagé à entretenir et refaire les voûtes et les toits de l'église Saint-Sauveur selon les besoins car la terrasse avait des infiltrations d'eau pouvant les mettre en péril. En 1675 et 1676 Mme de Sévigné s'inquiète de la situation critique de la terrasse. Une réparation intervient en 1680. C'est à cette époque que le parapet de la terrasse est remplacé par une balustrade.

### Façade des prélats
Le 29 janvier 1669, François Adhémar de Monteil de Grignan, seigneur du lieu épouse Françoise-Marguerite de Sévigné (née à Paris le 10 octobre 1646). Ce mariage était le troisième du comte de Grignan. Françoise de Sévigné était qualifiée de « plus jolie fille de France ». Elle avait fait ses débuts à la cour à dix-sept ans. La Fontaine célèbre sa beauté : 

« Sévigné, de qui les attraits
Servent aux grâces de modèle
Et qui naquîtes toute belle
A votre indifférence prés »

— J. de la Fontaine, Fable I, livre IV.
La chute de Nicolas Fouquet dont elle est l'amie va progressivement éloigner Madame de Sévigné de la cour. Cet éloignement de la cour va rendre difficile le mariage de Françoise de Sévigné malgré une dot importante de 300 000 livres.
Comme l'écrit Madame de Sévigné à son cousin Bussy-Rabutin : « la plus jolie fille de France épouse, non pas le plus joli garçon, mais un des plus honnêtes hommes du royaume ».
Lorsque le comte de Grignan est nommé lieutenant-général en Provence en 29 novembre 1669, il quitte Paris pour la Provence en 1670. La fonction de lieutenant-général nécessitait de réunir annuellement l'Assemblée des communautés, de prononcer le discours d'ouverture et de présider la première séance à Lambesc. C'était tout ce qu'on lui demandait. L'essentiel du pouvoir est passé progressivement à partir de 1672 à l'Intendant Jean-Baptiste Rouillé, comte de Meslay, auquel Colbert envoie ses instructions pour le gouvernement de la province et non à Grignan.
Le 4 février 1671, Françoise de Sévigné quitte à son tour Paris pour rejoindre son mari après la naissance de leur première fille, Marie-Blanche.
Mme de Sévigné étant, depuis Paris, séparée de sa fille, elle entama sa fameuse correspondance, et se rendit à Grignan trois fois pour de longs séjours. Son premier voyage dure quatorze mois entre le 30 juillet 1672 et le 5 octobre 1673. Le deuxième dure treize mois d'octobre 1690 à novembre 1691. Le dernier va, de mai 1694 à sa mort le 17 avril 1696, où elle est au chevet de sa fille, gravement malade.
Madame de Sévigné s'inquiète des dépenses des Grignan dans ses lettres à sa fille en 1680 : 

« Quand je considère votre château, ma bonne, rempli de toute votre grande famille et de tous les survenants, et de toute la musique, et des plaisirs qui attirent M. de Grignan, je ne comprends pas que vous puissiez éviter d'y faire une fort grande dépense. Il n'y a point de provisions dont on ne trouve très promptement la fin avec tant de monde. C'est une affaire d'en racheter; c'est un gouffre que la consommation de mille choses qu'il faut acheter. Cela n'était point ainsi du temps de feu, monsieur votre beau-père, et je ne puis concevoir le château de Grignan comme un lieu de rafraîchissement pour vous. Ainsi l'intérêt continuel que je prends à vos affaires, ma bonne, ne me laisse point jouir du repos que je me suis imaginé dans ce lieu, où vous croyez toujours que vous vivez pour rien. C'est où il n'y a point de remède. »

François Adhémar de Grignan obtient l'aide de ses frères, Jean-Baptiste, l'archevêque d'Arles et Louis Joseph, l'évêque de Carcassonne, pour construire l'aile des prélats, à l'est du château, entre 1684 et 1690, permettant de régulariser les constructions édifiées du XIIe au XVIe siècle.
Au XVIIe siècle, le comte a fait ajouter, à la façade de l'aile sud, des percements de grandes niches à décor classique, dans les quelques trumeaux nus de la façade et détruire l'aile ouest, permettant d'ouvrir la cour du puits.
Le 17 avril 1696, Madame de Sévigné meurt au château. Elle est inhumée le lendemain dans la collégiale Saint-Sauveur.
Le fils du comte, Louis-Provence, né à Lambesc en 1671, meurt à Thionville de la variole le 10 octobre 1704. Pour rétablir la fortune des Grignan, il avait fait une mésalliance en se mariant avec Anne-Marguerite de Saint-Amans, fille d'un fermier général, qui a apporté 400 000 livres de dot. Cette mort prématurée va obliger la famille à rembourser cette dot.
Ruiné, le comte de Grignan meurt le 30 décembre 1714.
Sa fille, Pauline, née à Paris en 1674, hérite de ses biens et de ses dettes ; elle  épouse en 1695 le marquis Louis de Simiane.
Pauline de Simiane devra régler la succession de son père et, devant l’étendue des dettes, se résoudre à vendre tous les biens ; les Félix du Muy acquièrent le château et ses dépendances le 5 avril 1732 pour 290 000 livres.
Après des éditions « sauvages », Pauline de Simiane décide de contrôler la publication des lettres de sa grand-mère, Madame de Sévigné, avec la collaboration d’un éditeur aixois, le chevalier Denis-Marius Perrin.

### Destruction et reconstruction
Le neveu du nouveau propriétaire, Jean Baptiste de Félix du Muy, marquis de Saint-Mesmes, hérite du château ; il est nommé en 1792 général de division des armées, puis chargé de mission en Suisse par le gouvernement de la République.
Malgré cela, il a été déclaré émigré, et le district de Montélimar, par arrêté du 11 nivôse an II (31 décembre 1793) ordonna la démolition du château comme l'un de ces « monuments qui insultent l'égalité en rappelant ces temps de servitude, de féodalité et de superstition, dont le fardeau a trop longtemps pesé sur un peuple rendu à la liberté ». La commission de Montélimar, placée sous la surveillance de Guitard, appelle Raymond Sauveton, maçon, et son équipe, qui démolit en quinze jours la toiture et les deux-tiers de la grande façade. Les matériaux furent vendus à l'encan pour 6 468 francs, dont furent déduits 1 462 francs pour frais de démolition. Le mobilier du château fut vendu du 18 au 27 décembre 1793.
En proviendrait, sous toute réserve, la monumentale cheminée en pierre sculptée de style Renaissance datée de 1652 présentée en 2016 à la Biennale des Antiquaires de Paris.
Pendant les premières années qui suivirent la destruction du château, le vandalisme fit rage au milieu de ses ruines. En 1794, après un jugement du tribunal, le château fut restitué au Général du Muy, qui reprit possession de ruines (il l'avait quitté pour partir en mission en parfait état) ; il fit alors racheter la fermeture de la porte d'entrée qui avait été vendue pour 160 livres et transforma ces ruines en garenne où ses hommes élevèrent des lapins…

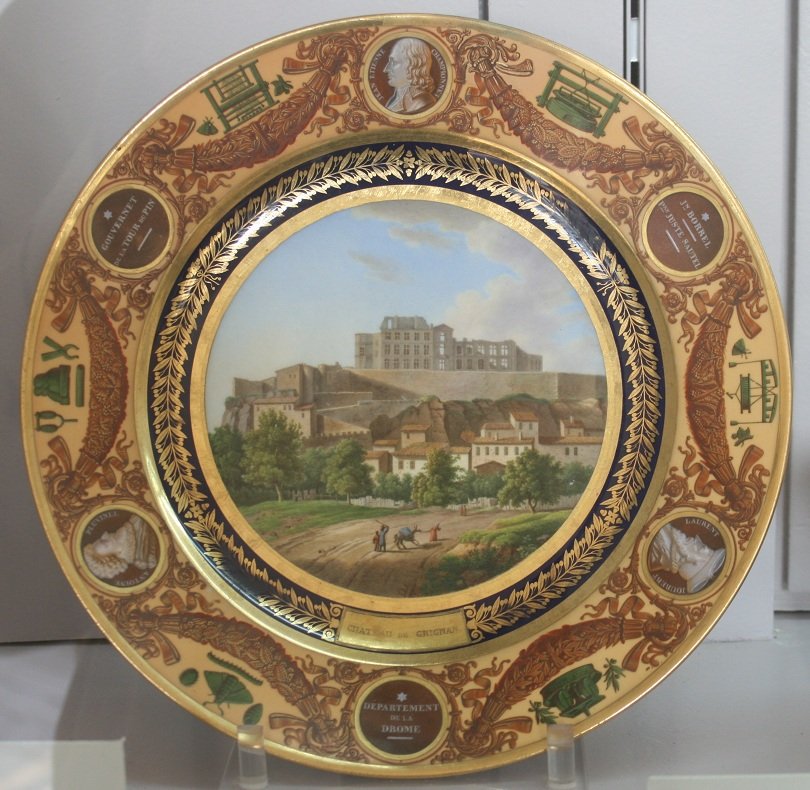
Vue de Grignan en 1825.

Le général du Muy mourut en 1820, laissant les ruines du château à son neveu Joseph de Félix. Malgré ses ruines, le château attira des touristes anglais dans leur Grand Tour : John Hughes, maître ès arts du collège Oriel à Oxford en 1819, les sœurs Francesca et Caroline Colnaghi en 1845.
Léopold Faure, grignanais, acquiert le château le 8 juillet 1838 de Ferdinand de Félix, comte du Muy, et se mit à l’œuvre pour sauver ce qu’il en restait, faisant visiter aux intéressés d'authentiques vestiges tels que la grande cheminée. Il restaura, vers 1850, le châtelet d'entrée, en lui ajoutant des toitures en poivrières qui n'existaient pas auparavant.
Il fit construire deux étages d'une tour polygonale évoquant une tour d'escalier en vis d'époque, près des restes du château médiéval et du fournil. Il mourut en 1889 et sa femme en 1902.
Après sa mort, le comte Boniface de Castellane, célèbre dandy parisien, se rendit acquéreur du château le 19 décembre 1902. Marié à la richissime américaine Anna Gould, il pensait que la fortune de sa femme permettrait la restauration du château mais leur divorce rapide en 1906 arrêta le projet. Pour payer ses dettes, Boni de Castellane dispersa les quelques éléments architecturaux encore vendables : grands vases en marbre qui ornaient les terrasses et le perron, statues du Rhône et de la Saône devant le perron, gargouilles ornementées en forme de chevaux marins qui ornaient la galerie des Adhémar, cheminée monumentale de la salle du roi avant céder le château complètement dépouillé de ses vestiges authentiques subsistants à son cousin, le comte Raymond de Castellane.
Le château fut finalement reconstruit au début du XXe siècle à l'identique grâce aux soins de Marie Fontaine qui l’acheta le 18 décembre 1912 et qui mit toute sa fortune pour restaurer cet édifice entre 1913 et 1931, haut lieu de l'histoire régionale. Le projet de restauration a été inspiré par Mgr Meffre, prélat du pape, et architecte diocésain de l'Isle-sur-la-Sorgue. Ils s'aident pour faire une restauration la plus authentique possible, et rétablir la beauté initiale de l’édifice, des peintures et croquis d’époque. Cependant, l'analyse critique, à l'aide des données actuelles de la science, révèle des erreurs dans la restitution de la façade sud, dont la répartition des travées s'est principalement inspirée d'un dessin en fait erroné. Christian Trézin, ancien conservateur, a pu ainsi élaborer une esquisse de ce qu'était la façade méridionale avant les destructions révolutionnaires.
Marie Fontaine mourut à Paris le 7 avril 1937. Le château revint ensuite à ses neveux Yvonne et Georges Baroux.
Le 17 avril 1947, le mur avec le portail du XVIIe siècle est inscrit au titre des monuments historiques.
Le 10 janvier 1979 le château est vendu au conseil général de la Drôme qui y transfère, peu après, des objets récupérés par Léopold Faure et qui étaient présentés dans le musée Faure-Cabrol, grande rue à Grignan (tapisseries, tableaux…).
Le 24 février 1987, le château, le parc et les terrasses sont inscrits au titre des monuments historiques.
La visite permet de découvrir des pièces remarquables : Tapisserie d'Aubusson, cabinets d'apparat, plan de Rome.
Dès la première cour intérieure, on a devant soi, formant l'angle oriental de la façade restaurée, dite de François Ier, une tour légèrement en relief : la tour Sévigné. Elle est à deux étages et en pur style Renaissance original du XVIe siècle. Le premier étage était occupé par le cabinet de travail de Madame de Sévigné d'où son nom. La tour échappa au vandalisme et Léopold Faure la fit immédiatement consolider et réparer.
Le 17 décembre 1993, de nombreux éléments sont classés monument historique, en particulier les façades et toitures,.
La façade François Ier est en restauration en 2009 et 2010.

### Les fêtes nocturnes du château

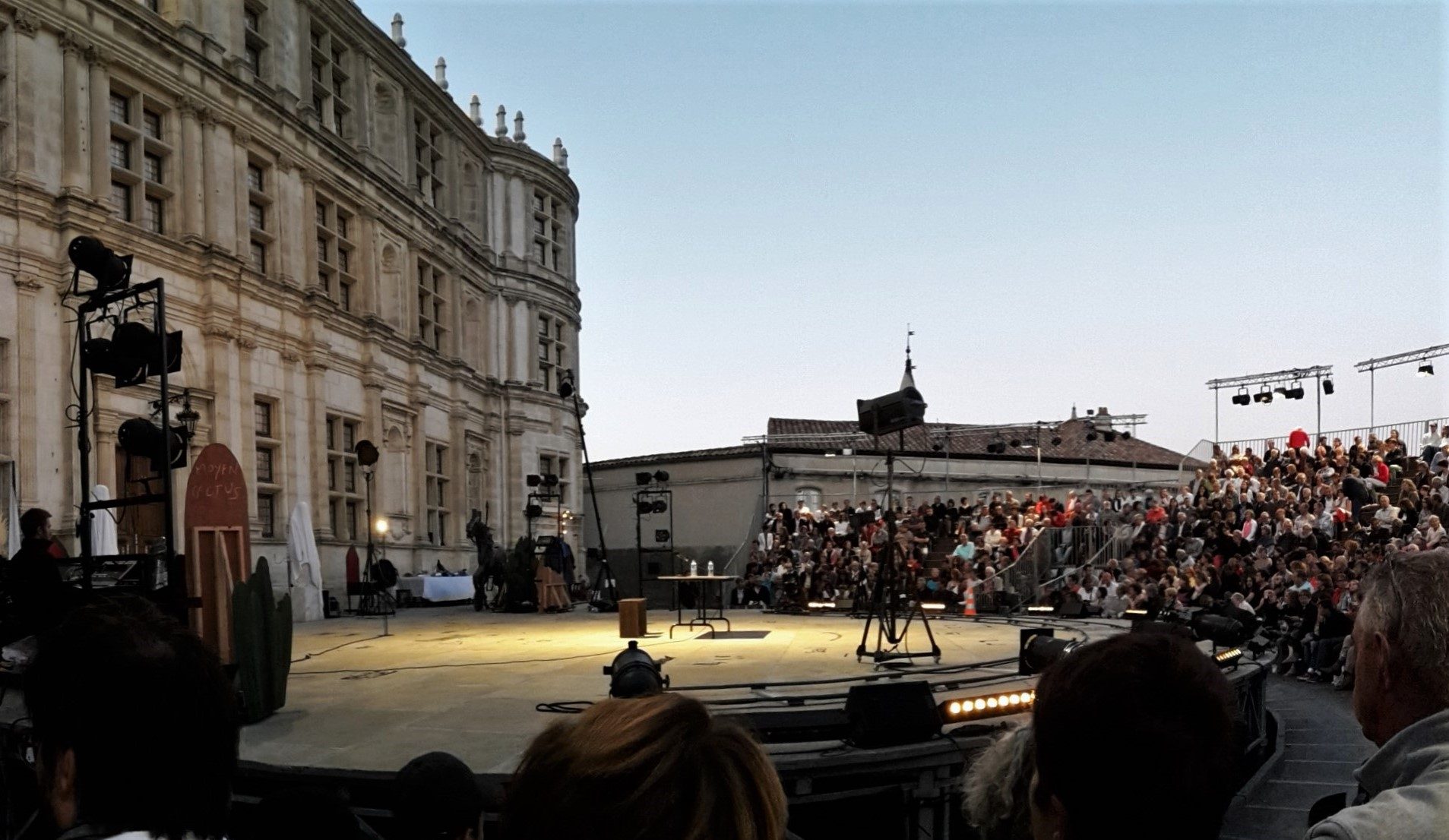
Dispositif scénique mis en place en 2016 devant la façade principale du château pour les fêtes nocturnes.

Depuis 1987 et leur création par Yves Faure (metteur en scène) et Christian Trézin (conservateur du château en 1987), sont organisées dans la cour du château les « fêtes nocturnes du château de Grignan », à savoir un spectacle en extérieur, créé pour le lieu, représenté en juillet et août. Variant les genres et les metteurs en scène, cette manifestation attire, chaque été, entre 27 000 et 30 000 spectateurs. Les éditions 2014 et 2015 ont attiré respectivement 32 738 et 32 800 spectateurs, constituant des années records en termes de fréquentation.
- 1987, La Jalousie du barbouillé, de Molière
- 1988, Le Voyage dans la Lune, d'après Cyrano de Bergerac
- 1989, Cyrano ou le singe lunaire
- 1990, Le songe de Poliphile, d'après Francesco Colonna
- 1991, Le songe de Poliphile II
- 1992, Le Médecin volant, et Le Sicilien ou l'Amour peintre, de Molière
- 1993, Les Précieuses ridicules, et L'Impromptu de Versailles, de Molière
- 1994, Roland furieux, de l'Arioste et Le Mariage forcé, de Molière
- 1995, La fable de Grignan, d'après Jean de La Fontaine
- 1996, Grignan, chère Marquise, autour de la lettre
- 1997, Grignan, les miroirs de l'amour
- 1998, Le Bourgeois gentilhomme, de Molière
- 1999, Le Malade imaginaire, de Molière mise en scène par Jean Vincent Brisa[14]
- 2000, L'Étourdi ou les Contretemps, de Molière par Jean Vincent Brisa
- 2001, Les Fourberies de Scapin, de Molière mise en scène par François Kergourlay
- 2002, Les Rustres, de Carlo Goldoni mise en scène par Bernard Rozet[15]
- 2003, Cyrano de Bergerac, d'Edmond Rostand mise en scène par Bernard Rozet
- 2004, Le Mariage de Figaro, de Beaumarchais mise en scène par Philippe Berling[16]
- 2005, Dom Juan, de Molière, mise en scène par Guy Freixe[17]
- 2006, Zelinda et Lindoro, d'après Carlo Goldoni, mise en scène par Jean-Claude Berutti[12]
- 2007, Mesure pour mesure, de William Shakespeare, mise en scène par Adel Hakim[12]
- 2008, La Cagnotte, de Eugène Labiche, mise en scène par Adel Hakim[12]
- 2009, Tartuffe, de Molière, mise en scène par Brigitte Jaques-Wajeman[12]
- 2010, Le Roi s'amuse, de Victor Hugo, mise en scène par François Rancillac[12]
- 2011, Hamlet, de Shakespeare, mise en scène par Jean-Luc Revol[18]
- 2012, Les femmes savantes, de Molière, mise en scène par Denis Marleau[12]
- 2013, La Chatte sur un toit brûlant, de Tennessee Williams, mise en scène par Claudia Stavisky[19]
- 2014, Lucrèce Borgia, de Victor Hugo, mise en scène par David Bobée[20]
- 2015, Léonie est en avance, Feu la mère de Madame et On purge bébé, de Georges Feydeau, adaptées et mises en scène par Didier Bezace sous le titre Quand le diable s'en mêle[21]
- 2016, Don Quichotte, de Miguel de Cervantes, adapté et mis en scène par Jérémie Le Louët[13],[22]
- 2017, Lorenzaccio d'Alfred de Musset, mise en scène par Daniel Mesguich et chorégraphiée par Marie-Claude Pietragalla et Julien Derouault[23]
- 2018, Noces de sang de Federico Garcia Lorca, mise en scène par Vincent Goethals[24]
- 2019, Ruy Blas de Victor Hugo, mise en scène par Yves Beaunesne

## Lieu de tournage
En 2015, une équipe de l'émission Secrets d'Histoire a tourné plusieurs séquences au château dans le cadre d'un numéro consacré à Madame de Sévigné, intitulée La marquise de Sévigné, l'esprit du Grand Siècle diffusée le 18 août 2015 sur France 2.
Le château de Grignan a ensuite été un des lieux de tournage du film Madame de Sévigné d'Isabelle Brocard,, avec Karin Viard et Ana Girardot, sortant au cinéma en 2024.

## Fréquentation
| Année | Entrées gratuites | Entrées payantes | Total   |
| ----- | ----------------- | ---------------- | ------- |
| 2001  | 15 002            | 85 040           | 100 042 |
| 2002  | 19 492            | 90 623           | 110 115 |
| 2003  | 4 938             | 121 604          | 126 542 |
| 2004  | 0                 | 99 680           | 99 680  |
| 2005  | 0                 | 93 281           | 93 281  |
| 2006  | 52 876            | 79 663           | 132 539 |
| 2007  | 56 845            | 50 469           | 107 314 |
| 2008  | 42 930            | 72 998           | 115 928 |
| 2009  | 58 859            | 90 864           | 149 723 |
| 2010  | 58 936            | 90 012           | 148 948 |
| 2011  | 65 294            | 89 271           | 154 565 |
| 2012  | 68 241            | 92 602           | 160 843 |
| 2013  | 69 373            | 101 488          | 170 861 |
| 2014  | 72 584            | 99 745           | 172 329 |
| 2015  | 71 042            | 110 552          | 181 594 |
| 2016  | 71 736            | 113 157          | 184 893 |
| 2017  | 30 093            | 117 440          | 147 533 |
| 2018  | 23 653            | 119 785          | 143 438 |
| 2019  | 26 568            | 129 631          | 156 199 |

### Sources et bibliographie
- Abbé (Joseph Cyprien) Nadal, Essai historique sur les Adhémar et sur Mme de Sévigné, 1858, Valence, imprimerie de Marc Aurel, 266 pages, lire en ligne ;
- Ernest de Payan-Dumoulin, « Le Château de Grignan : par M. de Payan-Dumoulin, Président du Tribunal civil du Puy », Annales de la Société d'agriculture, sciences, arts et commerce du Puy,‎ 1859 (lire en ligne)
- Geneviève Jourdan, Cécile Rémond, Christian Trézin, Le pays de Grignan (Drôme), Images du patrimoine, 2001  (ISBN 2-9516970-0-7).
- Roger Duchêne, Au château de Grignan avec Mme de Sévigné, 1994  (ISBN 2-9503912-0-6).
- Christian Trézin, « Le château de Grignan au XVIe siècle », in Congrès archéologique de France. Moyenne vallée du Rhône. 150e session. 1992, Société Française d'Archéologie, 1995, p. 165–191.
- Roger Duchêne (dir.), Madame de Sévigné (1626-1696) : Provence, spectacles, "lanternes", Colloque international du Tricentenaire de la mort de Madame de Sévigné au château de Grignan, 1998  (ISBN 2-9512152-0-7).
- Jean-Pierre Babelon - Châteaux de France au siècle de la Renaissance, Flammarion / Picard, 1989  (ISBN 2-08-012062-X),  (ISBN 2-7084-0387-7).
- Chrystèle Burgard et Michèle Bois, Fortifications et châteaux dans la Drôme. Des premières positions défensives aux châteaux de plaisance, Paris, Éditions Creaphis, 2004  (ISBN 2-913610-43-9).
- Christian Trézin, Grignan. Du castellum au palais d'Apolidon. Les mutations d'un château provençal (XIe – XVIIIe siècles), Rennes, Presses universitaires de Rennes, 2013  (ISBN 9782753528222) ; p. 454.
- Christian Trézin, « L'aile dite « des prélats » au château de Grignan (Drôme) 1684-1689 », In Situ. Revue du patrimoine, no 2, 2002 (lire en ligne).
- Librairie Hachette et société d'études et de publications économiques, Merveilles des châteaux de Provence, Paris, Collection Réalités Hachette, avril 1988, 324 p.Préface du Duc de Castries vice-président de l'Association des Vieilles maisons françaises : Comtat Venaissin-Comté de Nice-Corse : Grignan, Madame de Sévigné s'y éteignit…, pages 184 à 187.